# Libanesische Premier League 2017/18
Die Libanesische Premier League 2017/18 war die 58. Spielzeit der höchsten libanesischen Fußballliga seit ihrer Gründung im Jahr 1933. Die Saison begann am 15. September 2017 mit einem Heimspiel des Titelverteidigers al Ahed gegen Nejmeh Club (2:2) und endete am 15. April 2018. Vom 11. Dezember 2017 bis zum 5. Januar 2018 wurde sie durch die Winterpause unterbrochen. Am 21. Spieltag sicherte sich al Ahed mit einem 1:0-Sieg gegen al-Ansar vorzeitig den sechsten Meisterschaftstitel. Al-Shabab al-Arabi und al Islah stiegen am Ende der Saison in die Lebanese Second Division ab.

## Modus
Die Vereine spielen ein Doppelrundenturnier aus, womit sich insgesamt 22 Spiele pro Mannschaft ergeben. Es wird nach der 3-Punkte-Regel gespielt (drei Punkte pro Sieg, ein Punkt pro Unentschieden). Die Tabelle wird nach den folgenden Kriterien bestimmt:
1. Anzahl der erzielten Punkte
2. Tordifferenz aus allen Spielen
3. Anzahl Tore in allen Spielen
4. Anzahl der erzielten Punkte im direkten Vergleich
5. Anzahl der erzielten Punkte im direkten Vergleich
6. Tordifferenz im direkten Vergleich

Am Ende der Saison qualifiziert sich die punktbeste Mannschaft für die Gruppenphase des AFC Cup 2019. Der Sieger des libanesischen FA Cups wird an der Play-off-Runde des AFC Cup teilnehmen. Wenn dieser sich aber bereits über die Liga qualifiziert, übernimmt der Ligazweite seinen Platz in den Play-offs.
Die zwei Vereine mit den wenigsten Punkten steigen in die zweitklassige Lebanese Second Division ab.

## Teilnehmer
Al-Shabab al-Arabi und al Islah stiegen als Meister und Zweiter der Lebanese Second Division 2016/17 in die Libanesische Premier League auf.
Die zwei Aufsteiger ersetzen die zwei letztplatzierten Vereine der Saison 2016/17, Shabab al-Sahel und al Egtmaaey Tripoli. Egtmaaey Tripoli musste nach nur zwei Jahren in der libanesischen Premier League wieder in die Lebanese Second Division zurück. Shabab al-Sahel stieg letztmals in der Saison 2004/05 ab.
| Verein                | Beheimatet in, Gouvernement | Stadion                   |
| --------------------- | --------------------------- | ------------------------- |
| al Ahed               | Beirut, Beirut              | Beirut Municipal Stadium  |
| al-Akhaa al-Ahli Aley | Alayh, Libanonberg          | Amin AbdelNour Stadium    |
| al-Ansar              | Beirut, Beirut              | Beirut Municipal Stadium  |
| al Islah              | Tyros, Süd-Libanon          | Sour Stadium              |
| al-Nabi Sheet         | Zahlé, Bekaa                | Nabi Shayth Stadium       |
| Nejmeh Club           | Beirut, Beirut              | Al Manara Stadium         |
| Racing Beirut         | Beirut, Beirut              | Bourj Hammoud Stadium     |
| Safa SC Beirut        | Beirut, Beirut              | Safa Stadium              |
| Salam Zgharta         | Zgharta, Nord-Libanon       | Zgharta Stadium           |
| al-Shabab al-Arabi    | Beirut, Beirut              | Beirut Municipal Stadium  |
| Tadamon Sur Club      | Tyros, Süd-Libanon          | Sour Stadium              |
| Tripoli SC            | Tripoli, Nord-Libanon       | Tripoli Municipal Stadium |

## Abschlusstabelle
| Pl. | Verein                 | Sp. | S  | U  | N  | Tore    | Diff. | Punkte |
| --- | ---------------------- | --- | -- | -- | -- | ------- | ----- | ------ |
| 1.  | al Ahed (M)            | 22  | 16 | 6  | 0  | 050:900 | +41   | 54     |
| 2.  | Nejmeh Club            | 22  | 15 | 2  | 5  | 040:220 | +18   | 47     |
| 3.  | Safa SC Beirut         | 22  | 10 | 6  | 6  | 031:250 | +6    | 36     |
| 4.  | al-Ansar (P)           | 22  | 9  | 6  | 7  | 033:240 | +9    | 33     |
| 5.  | al-Akhaa al-Ahli Aley  | 22  | 7  | 12 | 3  | 023:190 | +4    | 33     |
| 6.  | Salam Zgharta          | 22  | 9  | 5  | 8  | 030:310 | −1    | 32     |
| 7.  | Tadamon Sur Club       | 22  | 8  | 5  | 9  | 028:270 | +1    | 29     |
| 8.  | Tripoli SC             | 22  | 6  | 7  | 9  | 028:330 | −5    | 25     |
| 9.  | Racing Beirut          | 22  | 7  | 4  | 11 | 021:290 | −8    | 25     |
| 10. | al-Nabi Sheet          | 22  | 5  | 5  | 12 | 021:350 | −14   | 20     |
| 11. | al-Shabab al-Arabi (N) | 22  | 4  | 5  | 13 | 016:310 | −15   | 17     |
| 12. | al Islah (N)           | 22  | 2  | 5  | 15 | 014:500 | −36   | 11     |

| Zum Saisonende 2017/18: |
| Libanesischer Meister, Pokalsieger und Teilnahme an der Gruppenphase zum AFC Cup 2019: al Ahed Teilnahme an der Play-off-Runde zum AFC Cup 2019: Nejmeh Club Abstieg in die Lebanese Second Division 2018/19: al-Shabab al-Arabi & al Islah |

|                         |                                                                                    |
| Zum Saisonende 2016/17: |                                                                                    |
| (M)                     | Amtierender Meister: al Ahed                                                       |
| (P)                     | Amtierender Pokalsieger: al-Ansar                                                  |
| (N)                     | Aufsteiger aus der Lebanese Second Division 2016/17: al-Shabab al-Arabi & al Islah |

## Statistiken

### Kreuztabelle
Die Kreuztabelle stellt die Ergebnisse aller Spiele dieser Saison dar. Die Heimmannschaft ist in der linken Spalte aufgelistet und die Gastmannschaft in der obersten Reihe.
| Heim- / Gastmannschaft | AHD | AKH | ANS | ISL | NAB | NEJ | RAC | SAF | SLM | SHA | TAD | TRI |
| al Ahed                |     | 0:0 | 0:0 | 6:0 | 4:1 | 2:2 | 1:0 | 2:0 | 5:0 | 1:0 | 2:0 | 0:0 |
| al-Akhaa al-Ahli Aley  | 1:1 |     | 0:1 | 0:0 | 2:0 | 0:1 | 1:1 | 3:3 | 1:0 | 1:1 | 2:2 | 2:1 |
| al-Ansar               | 0:1 | 0:2 |     | 4:0 | 4:2 | 0:0 | 2:0 | 1:3 | 2:1 | 2:1 | 1:1 | 0:1 |
| al Islah               | 1:6 | 0:1 | 3:1 |     | 0:4 | 1:2 | 0:1 | 0:1 | 0:3 | 0:1 | 0:1 | 2:1 |
| al-Nabi Sheet          | 0:2 | 0:0 | 1:1 | 1:1 |     | 0:2 | 2:0 | 0:3 | 1:1 | 0:1 | 3:2 | 0:1 |
| Nejmeh Club            | 1:3 | 3:0 | 1:5 | 4:0 | 1:0 |     | 1:0 | 0:2 | 1:2 | 3:0 | 2:0 | 3:1 |
| Racing Beirut          | 1:3 | 1:2 | 1:1 | 2:2 | 2:0 | 0:1 |     | 0:2 | 1:2 | 1:0 | 3:2 | 1:1 |
| Safa SC Beirut         | 1:3 | 1:2 | 2:2 | 3:1 | 1:1 | 1:3 | 2:1 |     | 1:0 | 0:0 | 1:3 | 1:0 |
| Salam Zgharta          | 0:3 | 0:0 | 0:1 | 0:0 | 4:3 | 3:1 | 3:1 | 0:1 |     | 2:1 | 2:1 | 1:1 |
| al Shabab al Arabi     | 0:3 | 0:0 | 1:0 | 3:1 | 0:1 | 1:4 | 0:1 | 0:0 | 1:3 |     | 0:1 | 2:2 |
| Tadamon Sur Club       | 1:1 | 0:0 | 2:0 | 4:1 | 0:1 | 0:2 | 1:2 | 1:1 | 3:1 | 1:0 |     | 2:1 |
| Tripoli SC             | 0:1 | 3:3 | 1:5 | 1:1 | 3:0 | 1:2 | 0:1 | 2:1 | 2:2 | 4:3 | 1:0 |     |

### Torschützenliste
Bei gleicher Anzahl von Treffern sind die Spieler alphabetisch geordnet.
| Platz | Spieler               | Mannschaft            | Tore |
| ----- | --------------------- | --------------------- | ---- |
| 01    | Elhadji Malick Tall   | al-Ansar              | 15   |
| 02    | Hassan Chaito         | al Ahed               | 13   |
|       | Hassan Maatouk        | Nejmeh Club           | 13   |
| 04    | Lorougnon Christ Remi | Tadamon Sur Club      | 10   |
| 05    | Ahmed Hejazi          | al-Akhaa al-Ahli Aley | 09   |
|       | Idrissa Kouyaté       | al Ahed               | 09   |